# Wydział Chemiczny Politechniki Gdańskiej

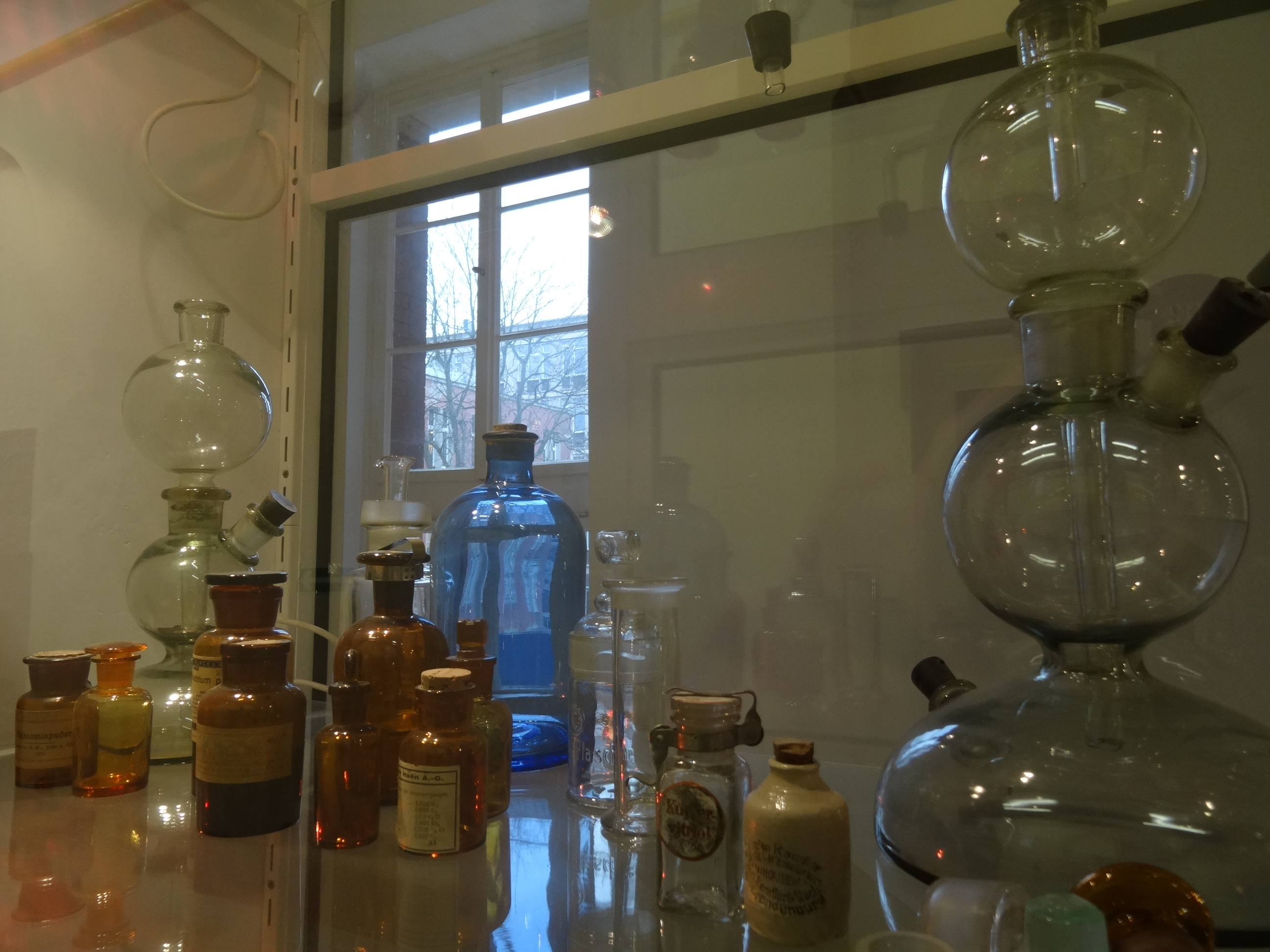
Zabytkowe wyposażenie laboratorium – butelki i aparaty Kippa, pierwsza połowa XX w.

Wydział Chemiczny – jeden z dziewięciu wydziałów Politechniki Gdańskiej, kształcący w zakresie nauk technicznych i przyrodniczych. Formalnie powstał w roku 1904. Wydział Chemiczny PG należy do najlepszych jednostek akademickich w Polsce, kształci polskich i zagranicznych studentów na studiach I i II stopnia oraz w szkole doktorskiej. W 2017 uzyskał akredytację w najwyższej kategorii A+, nadaną przez Komitet Ewaluacji Jednostek Naukowych.

## Lokalizacja
Wydział Chemiczny Politechniki Gdańskiej mieści się w budynkach Chemia A, Chemia B, Chemia C oraz Chemia D, które obecnie oznaczone są jako budynki odpowiednio nr 6, 7, 5 i 13 w kampusie Politechniki Gdańskiej. Budynek Chemia A (Stara Chemia) wraz z Gmachem Głównym, Budynkiem Wydziału Elektrycznego oraz Laboratorium Technologii Maszyn były pierwszymi obiektami wzniesionymi na terenie kampusu Politechniki Gdańskiej (ówczesnej Kӧnigliche Technische Hochschule Danzig).

## Historia

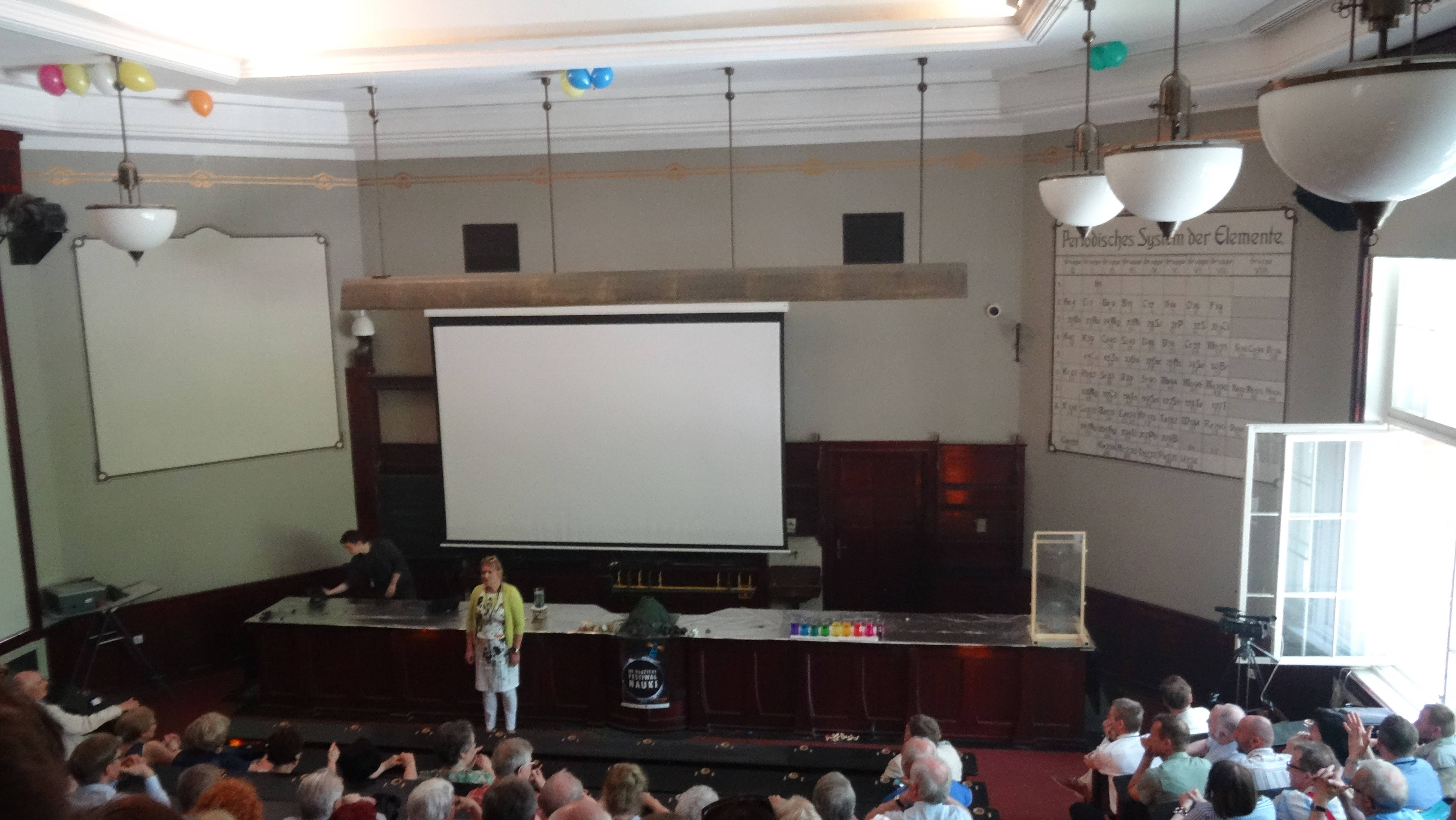
Zabytkowe audytorium z wyposażeniem z 1904. Na ścianie układ okresowy ze znanymi na przełomie XIX i XX w. pierwiastkami chemicznymi.

Otwarcie i pierwsza inauguracja dla czterech wydziałów (okrętowego, budownictwa, mechaniczno-elektrycznego i chemicznego) odbyła się 6 października 1904 roku. Do 1918 roku Politechnika funkcjonowała jako pruska uczelnia, podporządkowana władzom w Berlinie (Kӧnigliche Technische Hochschule Danzig – 1904-1918).
Po I Wojnie Światowej w ramach Wolnego Miasta Gdańsk przyjęła nazwę Technische Hochschule zu Danzig – 1918-1921, a później Technische Hochschule der Freien Stadt Danzig 1921-1939, ale już wtedy Polacy nazywali ją Politechnika Gdańska. Obok studentów narodowości niemieckiej na uczelni studiowali również Łotysze, Ukraińcy, Litwini oraz znaczna grupa Polaków (od 14 do 36% ogółu studentów Politechniki). W latach 1941–1945 uczelnia funkcjonowała jako wyższa szkoła rządowa Reichshochschule. Dopiero po II wojnie światowej, dekretem Rządu Tymczasowego z dnia 24 maja 1945 roku, ustanowiono Politechnikę Gdańską jako polską państwową szkołę akademicką.
Wydział Chemiczny jest jednym z sześciu wydziałów, które rozpoczęły działalność naukowo-dydaktyczną w roku 1945, w wyniku realizacji dekretu rządu RP przekształcającego działającą od 1904 wyższą uczelnię techniczną w polską Politechnikę Gdańską. Od samego początku na Wydziale Chemicznym pracowało wielu wybitnych naukowców reprezentujących różne dziedziny nauk przyrodniczych i technicznych. Oprócz chemików i technologów chemicznych w skład kadry naukowo-dydaktycznej wchodzili fizycy, matematycy, geolodzy, mineralodzy i botanicy. Na kartach historii wydziału szczególnie zapisali się profesorowie-pionierzy, którzy po II wojnie światowej przybyli do Gdańska (głównie ze Lwowa) i którzy tworzyli Wydział Chemiczny. Byli to: Ignacy Adamczewski, Leon Kamieński, Stefan Minc, Tadeusz Pompowski, Włodzimierz Rodziewicz, Tadeusz Sulma, Ernest Sym i Włodzimierz Wawryk.
Na przestrzeni lat zmieniała się struktura organizacyjna wydziału. W latach 1945–1969 podstawowymi jednostkami organizacyjnymi były katedry, które mogły mieć w swej strukturze wewnętrznej zakłady. W okresie tym na Wydziale Chemicznym funkcjonowało szesnaście katedr. Po tzw. „wypadkach marcowych” w 1968 roku i kampanii prasowej „feudałowie i wasale”, skierowanej przeciwko profesorom, władze zarządziły likwidację katedr i wprowadzenie struktury instytutowej we wszystkich polskich uczelniach. W tym czasie na Wydziale Chemicznym utworzono trzy instytuty (w skład których weszło 13 zakładów), w wyniku restrukturyzacji w 1979 r. liczba instytutów zmalała do dwóch (z 12 zakładami). Do podziału na katedry powrócono w 1991 r. tworząc 12 katedr.
Wydział chemiczny należał do pierwszych wydziałów Królewskiej Wyższej Szkoły Technicznej w Gdańsku, działających nieprzerwanie w przedwojennej niemieckiej politechnice od momentu jej założenia. Do dziś funkcjonuje w pomieszczeniach, zaprojektowanych specjalnie dla potrzeb kształcenia chemików, od 1904 działają tu laboratoria, zachowało się zabytkowe audytorium, którego oryginalne wyposażenie jest ewenementem na skalę światową.
Wydział Chemiczny jest jedynym wydziałem Politechniki Gdańskiej, który od 1945 nie zmienił nazwy, nie uległ podziałowi ani połączeniu z innymi wydziałami.
Od roku 1945 do 2010 dyplomy absolwentów Wydziału Chemicznego uzyskało przeszło 5000 magistrów inżynierów i ponad 2700 inżynierów. Stopień naukowy doktora nadano 628, a doktora habilitowanego – 102 osobom.

## Działalność naukowa
Na wydziale realizowane są m.in. projekty finansowane przez Komitet Badań Naukowych i Komisję Europejską oraz w ramach działalności statutowej i badań własnych. Zespoły naukowe wydziału współpracują z zagranicznymi ośrodkami z kilkunastu krajów. Na wydziale działa Centrum Doskonałości (Centre of Excellence in Environmental Analysis and Monitoring).

## Kierunki i specjalności

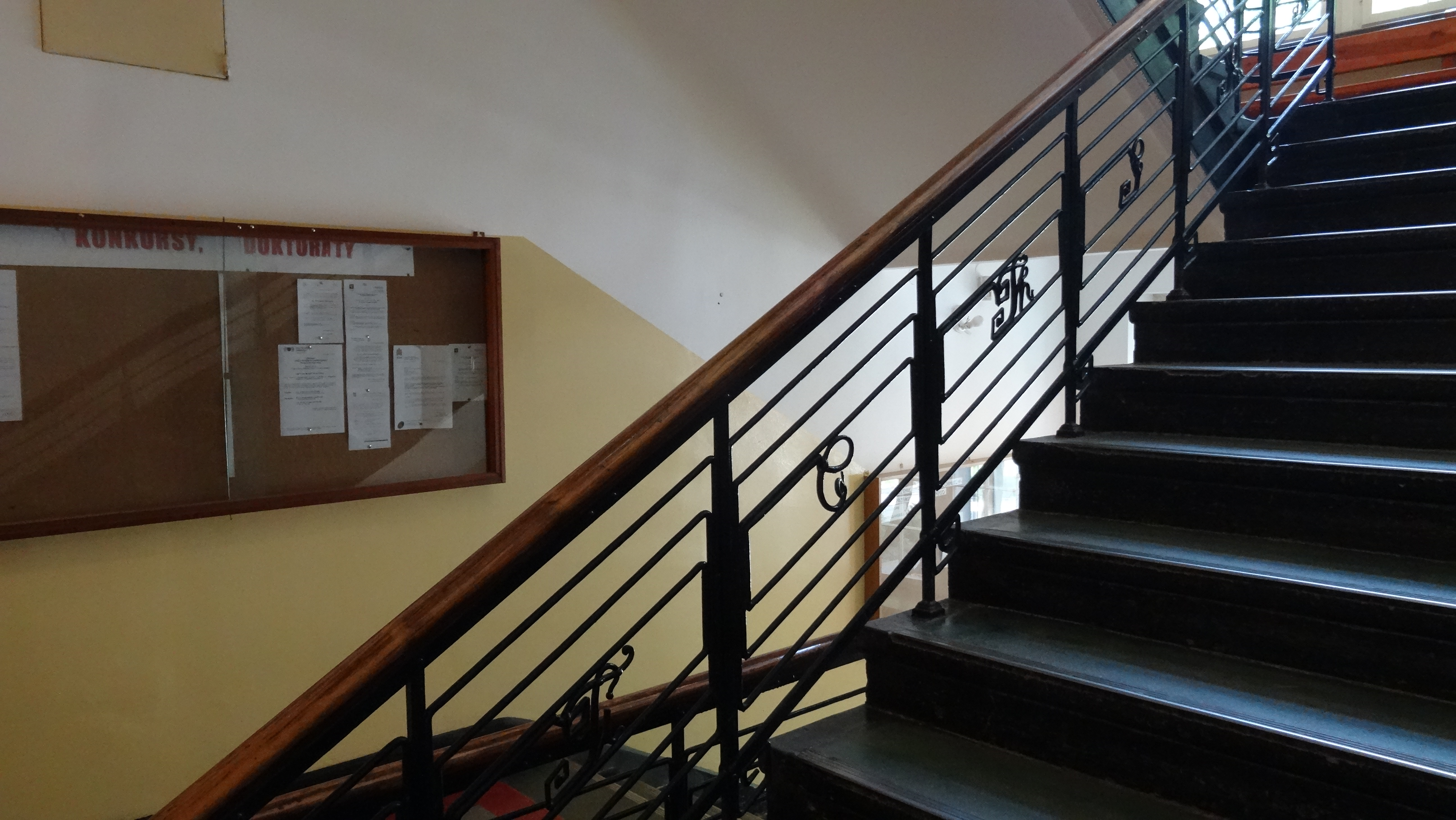
Symbole pierwiastków chemicznych – dekoracja balustrady klatki schodowej wydziału z 1904 r.

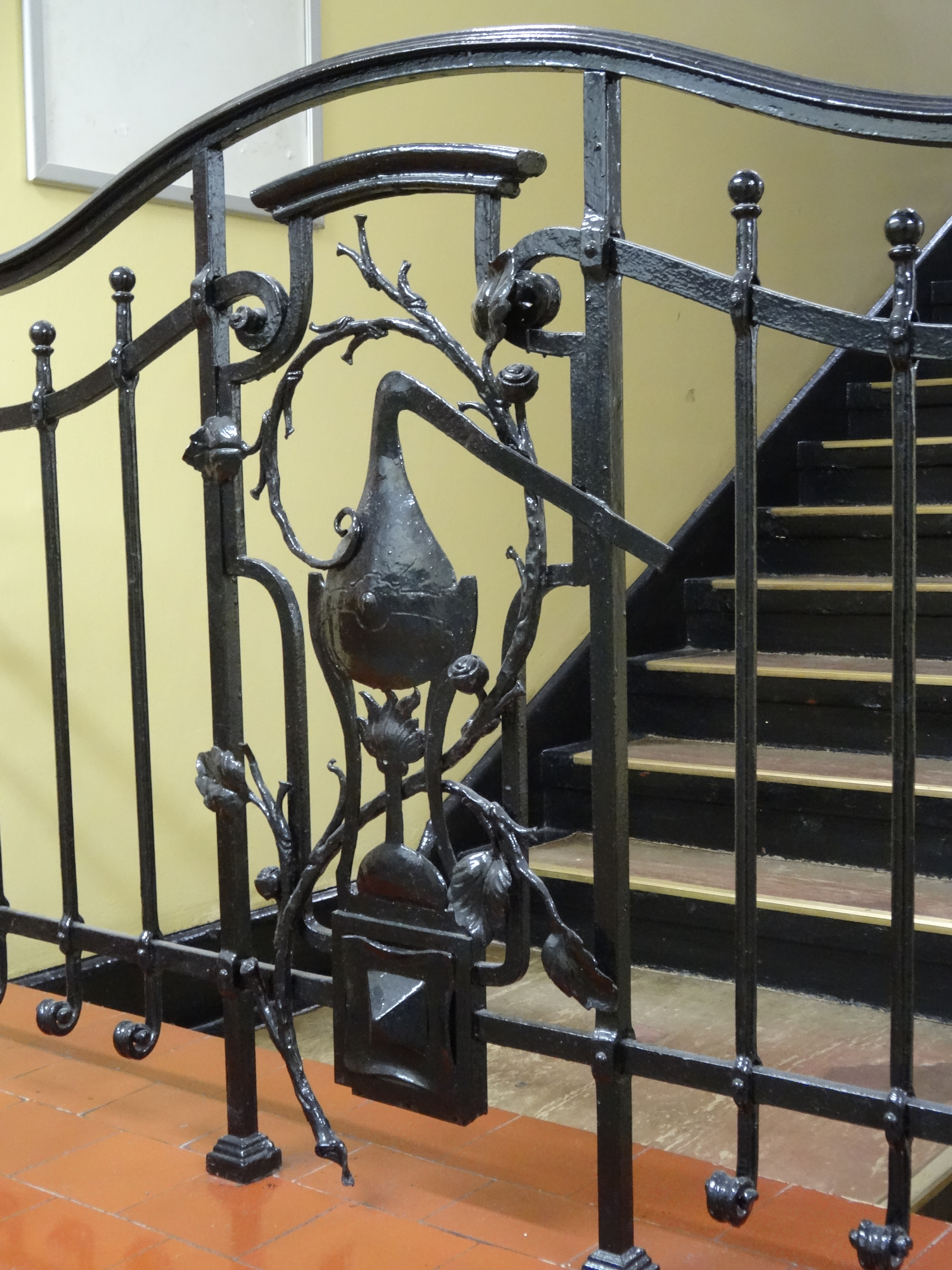
Metaloplastyka klatki schodowej na Wydziale Chemicznym Politechniki Gdańskiej. Alembik podgrzewany palnikiem, 1904.

## Kierunki i specjalności[9]

### Studia stacjonarne I stopnia
- Biotechnologia
  - technologia, biotechnologia i analiza żywności
  - biotechnologia molekularna
  - biotechnologia leków
- Chemia
- Inżynieria biomedyczna (kierunek międzywydziałowy)
  - Chemia w medycynie
- Inżynieria materiałowa
  - Inżynieria korozyjna
  - Inżynieria materiałów polimerowych
- Inżynieria Odzysku Surowców i Energii (studia międzywydziałowe)
- Technologia Chemiczna
  - technologia zabezpieczeń przeciwkorozyjnych
  - technologia polimerów, kosmetyków i materiałów funkcjonalnych
  - analityka techniczna i przemysłowa
- Zielone technologie / Green Technologies

### Studia stacjonarne II stopnia
- Biotechnologia
  - Biotechnologia molekularna
  - Biotechnologia leków
  - Technologia, biotechnologia i analiza żywności
- Chemia
  - Chemia materiałów
  - Chemia biologiczna i medyczna
- Inżynieria Biomedyczna (kierunek międzywydziałowy)
  - Chemia w medycynie
- Inżynieria i Technologie Nośników Energii (kierunek o profilu praktycznym)
- Inżynieria Materiałowa (kierunek międzywydziałowy)
  - Inżynieria materiałowa stosowana (WCh), II stopnia
- Korozja
- Technologia Chemiczna
  - Analityka w Technologii Chemicznej
  - Technologia Polimerów i biopolimerów
  - Technologia i Analiza Kosmetyków
  - Technologie Energii Odnawialnej
- Zielone Technologie / Green Technologies

## Katedry i Laboratoria[10]
- Katedra Biotechnologii i Mikrobiologii
- Katedra Chemii Analitycznej
- Katedra Chemii Fizycznej
- Katedra Chemii i Technologii Materiałów Funkcjonalnych
- Katedra Chemii Nieorganicznej
- Katedra Chemii Organicznej
- Katedra Chemii, Technologii i Biotechnologii Żywności
- Katedra Korozji i Elektrochemii
- Katedra Inżynierii Procesowej i Technologii Chemicznej
- Katedra Konwersji i Magazynowania Energii
- Katedra Technologii Leków i Biochemii
- Katedra Technologii Polimerów
- Laboratorium Biotechnologii Regeneracyjnej
- Laboratorium Genetyki Bakterii
- Laboratorium Magnetycznego Rezonansu Jądrowego

## Władze
| Stanowisko                          | Nazwisko                              |
| ----------------------------------- | ------------------------------------- |
| Dziekan                             | dr hab. inż. Jacek Gębicki            |
| Prodziekan ds. nauki                | dr hab. inż. Justyna Płotka-Wasylka   |
| Prodziekan ds. kształcenia          | dr hab. inż. Robert Tylingo           |
| Prodziekan ds. studenckich          | dr hab. inż. Sebastian Demkowicz      |
| Prodziekan ds. współpracy i rozwoju | prof. dr hab. inż. Juliusz Orlikowski |
| Dyrektor administracyjny            | dr inż. Żaneta Bargańska              |

## Wydziałowe Organizacje studenckie[13]
- Koło Studentów Biotechnologii (KSB)
- Naukowe Koło Chemików Studentów Politechniki Gdańskiej (NKCh)
- Sekcja Studencka Oddziału Gdańskiego Polskiego Towarzystwa Chemicznego "Hybryda"
- Koło Naukowe Badaczy Korozji
- Koło Naukowe Technologii Polimerów „TECH-POL”

## Międzyuczelniane Organizacje studenckie[13]
- Międzyuczelniane Koło Naukowe Neuronauki Cerebrum